# Herr Hermes

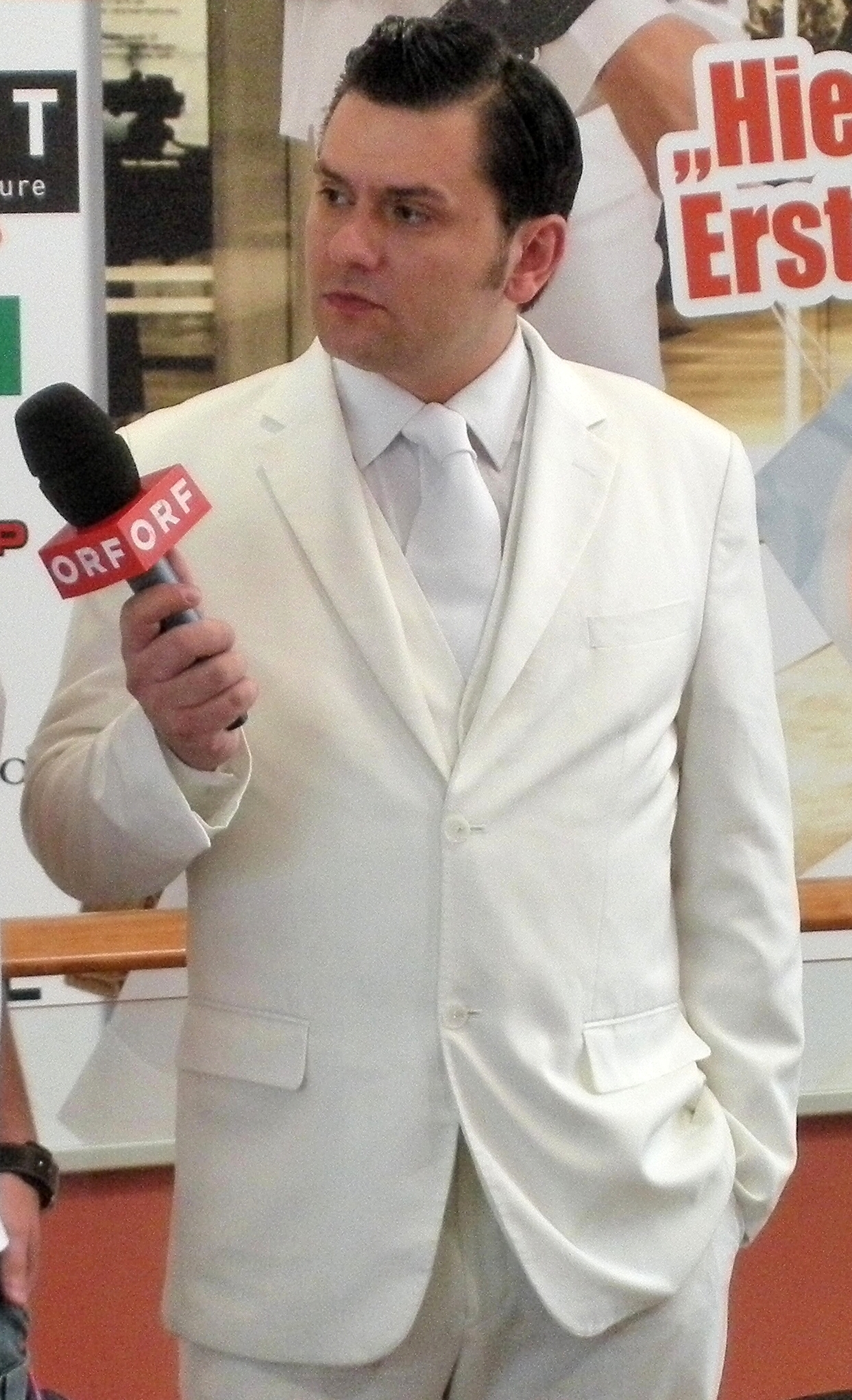
Herr Hermes bei einer Veranstaltung in Graz (Juni 2010)

Herr Hermes (* 1974 in Wien; bürgerlich Hans Szivatz) ist ein österreichischer Moderator, Entertainer und DJ.
Bekannt wurde Hermes im Jahre 1995 durch Anrufe beim österreichischen Radiosender FM4 in der Sendung Radio Blume.
Seit 1998 ist er als Moderator tätig.
Dienstags moderierte Hermes auf FM4 von 9. März 1999 bis 6. März 2024 ab Mitternacht auf FM4 die Late-Night-Show Chez Hermes. Einige Zeit war er in den Sendungen Unter Palmen im Sommer und als Vertretung für Stermann & Grissemanns Salon Helga im Salon Hermes zu hören. Weiters hatte er eine Comedy-Rubrik in der FM4-Morningshow namens Parties, Promis, Peinlichkeiten. Vier Jahre moderierte er die Call-in-Sendung FM4 Doppelzimmer. Es war außerdem als Programmgestalter und Webhost tätig.
In der von Stermann und Grissemann moderierten Late-Night-Show Willkommen Österreich gestaltete Hermes ab 2007 einige Zeit lang für jede Sendung einen Bericht mit dem Titel Die unteren 10.000. Er besuchte dabei meist außergewöhnliche und kulturell irrelevante Veranstaltungen und Events wie eine Pyjamaparty einer Landjugendgruppe oder eine Schulaufführung in einem unbekannten Dorf. Zusätzlich moderierte Hermes die neunte Folge der Show.
2010 war Hermes Sprecher bei ORF – Das Match und der Dokumentation Life Ball 2010 und kommentierte auch den Life Ball mit Sandra König in ORF eins.
Hermes spielte die Rolle des Erzählers in den Verfilmungen von Wolf Haas’ Brenner-Krimis Silentium (2003) und Der Knochenmann (2009). Er verwendet in dieser Rolle Originalzitate aus den Romanen.
Des Weiteren ist er als Bühnenmoderator, Werbesprecher und DJ tätig.